# Hughes Felicité Robert de Lamennais
Hughes Felicité Robert de Lamennais [ejtsd: 'lamne'] (névváltozatok: Hugo-Félicité-Robert de Lamennais, Hugues-Félicité Robert de Lamennais, Frédéric de La Mennais), gyakran csak Lamennais abbé (Saint-Malo (Bretagne), 1782. június 19. – Párizs, 1854. február 27.) francia teológus, apologéta, filozófus és politikai publicista, egyházmegyés pap, a katolikus liberalizmus egyik korai képviselője.

## Élete
Eredeti neve La Mennais, amit demokratikus meggyőződése kifejezéseként változtatott Lamennais-re. Jómódú breton családból származott. A felvilágosodás filozófusainak hatására 1798-ban elveszítette hitét, de főként a bátyja, Jean-Marie La Mennais hatására 1804-től visszatalált az egyházhoz. Bátyjával együtt írt, a gallikán egyház gyengeségeit feltáró Réflexions című könyvét 1808-as megjelenése után azonnal elkobozták. 1810-ben írta I. Napóleon császár valláspolitikáját bíráló Tradition című könyvét, melyben megkezdte a pápaság védelmét. 1815-ben Napóleon visszatérésekor Angliába menekült, s elhatározta, hogy pap lesz. 1816-ban, 33 éves korában fel is szentelték.
Chateaubriand-t követve megírta a kereszténység nagy apológiáját, a négy kötetes Essai-t. Első kötete Európa-szerte feltűnést keltett, mert a vallást mind az egyén, mind a társadalom számára fontosnak bizonyította, és sürgette az Egyház és a pápa tévedhetetlen tekintélyének elismerését. Második kötete az emberi megismerés bizonyosságát tárgyalta, szükségesnek tartva a pápaságban megnyilvánuló isteni segítséget az igazság megismerésében. Harmadik és negyedik kötetében az igaz vallás kritériumaként mutatta be a pápaságot, mint látható tekintélyt. A pápában látta a népek és az Egyház jogainak egyetlen védelmezőjét Napóleon uralmával szemben. Harcolt az oktatásügy állami monopóliuma és a gallikán érzelmű püspökök ellen is. Emelkedett szellem, meleg vallásos irány jellemzik e munkáját. Nem szabatos, merész tételei ugyanakkor aggodalmakat is keltettek a katolikusok között. Fáradhatatlanul írt politikai lapokba is. 1823-ban és 1826-ban sajtóvétségek miatt el is ítélték.
Politikailag 1826 után az egyébként király-párti Lamennais egyre inkább a liberalizmus felé hajlott. 1829-ben meghirdette a Bourbon-ház trónfosztásának programját arra az esetre, ha nem mond le a teljes forradalom előtti állapot restaurálásáról. Követelte az egyház és az állam szétválasztását, a sajtó- és tanszabadságot.
Az 1830. évi forradalom megerősítette abban, hogy támogassa a demokratikus eszméket, és a kialakult új állapotokért rajongott. Lacordaire-rel és Montalembert-rel együtt megindította a L'Avenir című szabadelvű katolikus lapot. Ebben az egyházat a szabadelvű eszmékkel kibékíteni, az egyházat és az államot egymástól teljesen elválasztani iparkodott, és sürgette a katolikusokat, hogy lépjenek szövetségre a demokráciával. E lap lelkes támogatókat és kemény ellenfeleket támasztott Lamennais körül, úgyhogy 1831. november 15-én a püspöki kar betiltotta a lapot és e nézeteit elítélte. Lamennais két társával együtt Rómába ment, és próbálta meggyőzni eszméiről XVI. Gergelyt, de a pápa 1832. augusztus 15-én kiadott Mirari vos kezdetű enciklikájában Lamennais megnevezése nélkül elítélte eszméit. Lamennais ekkor még alávetette magát a döntésnek, de továbbra is támadások érték.
Az 1834-ben kiadott Paroles című könyve, mely az elnyomott tömegek felszabadulásáról szól, éveken belül 28 kiadást ért meg, de a legtöbb európai országban betiltották. A pápa július 7-i Singularis nos kezdetű enciklikájában ismét elítélte. Lamennais ekkor szakított Rómával, és egy heves irattal (Affaires de Rome, Párizs, 1836.) válaszolt a pápa elítélésére. Lamennais a katolikus egyház tanításától mind messzebb távolodott, és egyre inkább a szocialista-forradalmár körök hatása alá került. 1846-ban kiadta francia nyelven jegyzetekkel ellátva a Szentírást.
1848-ban a francia nemzetgyűlés tagjává választották. A politikai térről azonban csakhamar ő is visszavonult, mint Lacordaire. Barátai minden kísérlete ellenére a katolikus egyházzal való kiengesztelődés nélkül halt meg 1854. február 27-én. Holtteste, kívánsága szerint, minden ünnepélyesség nélkül a szegényeknek szánt közös sírgödörbe vettetett.

## Hatása
Lamennais hatása megmutatkozott a francia Lacordaire, Guéranger, Montalembert, a spanyol Balmes, az olasz Gioberti, Rosmini-Serbati, az angol Newman, Wiseman, a német Döllinger, Görres és Baader filozófiájában és teológiájában. Hatással volt Liszt Ferencre is. Úttörője volt a keresztényszocializmusnak (Buss, Ketteler, Ozanam) és a kereszténydemokráciának. Föllendítette az ultramontán mozgalmat. Szerepe volt abban, hogy a pápai tévedhetetlenséget elfogadták.

## További ismertebb munkái
- Des Progrès de la Révolution et de la guerre contre l’Église, Párizs, 1829
- Esquisse d'une philosophie (4 kötet), Párizs, 1841–1843
- De la Religion, Párizs, 1843
- Œuvres posthumes (4 kötet), Párizs, 1855–1859
- Correspondances (2 kötet), Párizs, 1868

## Szakirodalom
- Ludassy Mária: "Isten és szabadság". Lamennais a liberális katolicizmustól a szabadelvű szocializmusig; Gondolat, Bp., 1989